# Lijst van beelden in Deurne
Dit is een (onvolledige) chronologische lijst van beelden in Deurne. Onder een beeld wordt hier verstaan elk driedimensionaal kunstwerk in de openbare ruimte van de Nederlandse gemeente Deurne, waarbij beeld wordt gebruikt als verzamelbegrip voor sculpturen, standbeelden, installaties, gedenktekens en overige beeldhouwwerken.
Voor een volledig overzicht van de beschikbare afbeeldingen zie de categorie Beelden in Deurne op Wikimedia Commons.
| Geplaatst   | Omschrijving                                      | Kunstenaar                    | Straat                                  | Plaats              | Materiaal           | Afbeelding                              |
| ----------- | ------------------------------------------------- | ----------------------------- | --------------------------------------- | ------------------- | ------------------- | --------------------------------------- |
|             | St.Willibrordus                                   |                               | Visser                                  | Deurne              |                     | St.Willibrordus                         |
| ca. 1905    | Sint Vincentius                                   |                               | Dorpsstraat                             | Neerkant            | kalksteen           | S.Vincentius                            |
| 1914 ?      |                                                   |                               | Blasiusstraat                           | Deurne (Zeilberg)   |                     |                                         |
| 1923 / 1973 | Heilig Hartbeeld (Neerkant)                       |                               | Dorpsstraat                             | Neerkant            | brons               | H.Hartbeeld                             |
| 1933        | Heilig Hartbeeld (Deurne)                         | August Hermans                | Kerkstraat / Kruisstraat                | Deurne              | zandsteen           | Heilig Hartbeeld                        |
| 1936        | Abyssos tentabo (gevelsteen)                      | Hendrik Wiegersma             | Burg.van Beekstraat                     | Deurne              |                     | Abyssos tentabo                         |
| 1942 ?      | Het Dorp Lith 1942 (gevelsteen)                   |                               | Oude Liesselseweg                       | Deurne              |                     |                                         |
| 1951        | Pastoor Roes                                      | Albert Termote                | Pastoor Roespark                        | Deurne              | brons               | Pastoor Roes                            |
| 1951        | Sint Willibrordus (reliëf)                        | Frans Tuinstra                | Oude Peelstraat                         | Helenaveen          | terracotta          | Willibrordus                            |
| 1955        | De Ambachten                                      | Piet Schoenmakers             | Haspelweg                               | Deurne              |                     | De Ambachten                            |
| 1956        | Jager die het zwijn doodde                        | Niel Steenbergen              | Oude Peelstraat / Helenastraat          | Helenaveen          | tufsteen            |                                         |
| 1956?       | Gerardus                                          |                               | Parkstraat (Gerardushuis)               | Deurne              |                     | Gerardus                                |
| 1961        | Vier Evangelisten                                 | Frans Jacobs                  | Pastoriestraat                          | Vlierden            | staal               | Vier Evangelisten                       |
|             | Keramische Vis                                    | Pieter Wiegersma              | Rembrandt van Rijnstraat                | Deurne              |                     |                                         |
| 1964        | Geboorte der Vormen                               | Frans Coppelmans              | Vlierdenseweg / Fabrieksstraat          | Deurne              | zandsteen           | Geboorte der Vormen                     |
| 1964/1965   | De Turfsteker                                     | Theo van Brunschot            | Liesselseweg / Doctor Hub van Doorneweg | Deurne              | kalksteen           | De Turfsteker                           |
| 1967        | Kinderen (reliëf)                                 | Jos Deltrap (ontwerp)         | Haag                                    | Deurne              | beton               | Kinderen                                |
| 1968        | Orpheus met de harp                               | Frans Jacobs                  | Helmondseweg                            | Deurne              | brons               | Orpheus met de harp                     |
| 1969        | De schepping, bolgewas, stengel en pijp           | Theo van Brunschot            | Beethovenlaan                           | Deurne              | kalksteen           | De schepping, bolgewas, stengel en pijp |
| 1969        | Overvliegende Vogels                              | Lou Manche                    | Dunantweg                               | Deurne              | rvs                 | Overvliegende Vogels                    |
| 1973        | Golvend Water                                     | Joep Coppens                  | Potterschans                            | Neerkant            | brons               | Golvend Water                           |
| 1975        | Koningin Juliana                                  | Jesualda Kwanten              | Dominee Swaluestraat                    | Helenaveen          | brons               | Juliana                                 |
| 1975        | Ritmische Vorm                                    | Peter Hermans                 | Hogeweg / Antoon Coolenlaan             | Deurne              | staal               | Ritmische Vorm                          |
| 1977        | De Tand des Tijds                                 | Joep Coppens                  | Schooteindseweg                         | Vlierden            | natuursteen / brons |                                         |
| 1979        | Heilig Hartbeeld (Zeilberg) (1922-1924)           | Franz Linden                  | Kerkplein                               | Deurne (Zeilberg)   | brons               | Heilig Hartbeeld Zeilberg               |
| 1979        | Ontmoeting                                        | Theo Bruynsters               | Strauslaan / Mozartlaan                 | Deurne              | brons               | Ontmoeting                              |
|             | Haan (gevelsteen)                                 | Pieter Wiegersma              | Burg.van Beekstraat                     | Deurne              | mozaïek             | Haan                                    |
| 1981        | De Zon                                            | Pieter Wiegersma              | Dorpsstraat                             | Neerkant            |                     | De Zon                                  |
| 1981        | Slagorde (1975)                                   | Joep Coppens                  | Hogeweg, park                           | Deurne              | brons               | Slagorde                                |
| 1981        | (zonder titel)                                    | Jan van de Waterlaat          | Trimperthof                             | Deurne              | marmer              | Trimperthof                             |
| 1981        | The Warrior of the Dark Ages                      | Peter Hermans                 | Zandbosweg                              | Deurne              |                     | The Warrior of the Dark Ages            |
| 1982        | Willibrordus                                      | Hans Goddefroy                | Dorpstraat                              | Neerkant            | brons / hardsteen   | Willibrordus                            |
| 1983        | Grote ringklauwvleugel                            | Joep Coppens                  | Stationsplein                           | Deurne              | brons               | Groteringklauwvleugel                   |
| 1984        | De Pottenbakker                                   | P. Kivits                     | Blasiusstraat                           | Deurne (Zeilberg)   | beton               | Pottenbakker                            |
| 1985        | Grote Hoornkruik (1985)                           | Joep Coppens                  | Burgemeester Roefslaan                  | Deurne              | brons               | Grote Hoornkruik                        |
| 1986        | Bronzen paard genaamd Force                       | Felix van der Linden          | Dunantweg                               | Deurne              | brons               | Bronzen paard genaamd Force             |
| 1987        | Samoerai                                          | Joep Coppens                  | Hogeweg, park                           | Deurne              | brons               | Samoerai                                |
| 1990        | Stapeling                                         | Theo Coenen                   | Oude Liesselseweg                       | Deurne              | ijzer               | Stapeling                               |
| 1990?       | CC-100                                            | Peter Hermans                 | Dorpsstraat                             | Neerkant            | Rvs                 | CC-100                                  |
|             | Violento                                          | Jos Dirix                     | Dunantweg(hal ziekenhuis)               | Deurne              |                     | Violento                                |
| 1990        | Vierzijdige Driehoek                              | Norbert Veeger                | Pastoor Kerssemakersstraat              | Helenaveen          | staal               | Vierzijdige Driehoek                    |
| 1991        | De Bezoeker                                       | Michel Kuipers                | Torteltuin                              | Deurne              | keramiek            | De Bezoeker                             |
| 1991        | De Peelwerker                                     | Ghisleen Bakker / Wim Bartels | Zeilbergsestraat                        | Deurne (Zeilberg)   | aardewerk           | De Peelwerker                           |
| 1992        | Toon Kortooms                                     | Jos Reniers                   | Toon Kortoomspark                       | Deurne              | brons               |                                         |
| 1994        | Bloesemknop                                       | Jo Ramakers                   | Kruisstraat                             | Deurne              | brons               | Bloesemknop                             |
| 1996        | Grote Hoornkruik (1979 klein)                     | Joep Coppens                  | Parkhof                                 | Deurne              | brons               | Grote Hoornkruik                        |
| 1997        | Antoon Coolen                                     | Leo Disch                     | Romeinstraat                            | Deurne (Houtenhoek) | brons               |                                         |
| 1997        | Fontein                                           | Joep Coppens                  | Pastoor Roespark                        | Deurne              | brons               | Fontein                                 |
| 1997        | De Heikneuter                                     | Harrie Matheij                | Rembrandt van Rijnstraat                | Deurne              | Rvs                 | De Heikneuter                           |
| 1997        | Mariabeeld                                        | Niel Steenbergen              | Mariapad (Maria Vredeskapel)            | Deurne              |                     | Mariabeeld                              |
| 1998        | De Wiegende Bergen                                | Michel Kuipers                | Oude Liesselseweg                       | Deurne              | Keramiek            | De Wiegende Bergen                      |
| 1998        | Sint Joris en de Draak                            | Jan Wils                      | Engelenpad                              | Deurne              | beton               | St.Joris en de Draak                    |
| 1999        | Hub van Doorne (buste)                            | Tony van de Vorst             | Markt, Gemeentehuis                     | Deurne              |                     | Hub van Doorne                          |
| 2000        | Aquarius                                          | Paulo Taborda Baretto         | Maassingel / Deltasingel                | Deurne              | staal               | Aquarius                                |
| 2002        | De Knoop                                          | Jan van de Waterlaat          | Lek                                     | Deurne              | geel marmer         | De Knoop                                |
| 2002        | De Vlinder                                        | Jan van de Waterlaat          | Lek                                     | Deurne              | marmer              | De Vlinder                              |
| 2002        | De Wachter                                        | Jan van de Waterlaat          | Lek                                     | Deurne              | marmer              | De Wachter                              |
| 2002        | Het Boegbeeld                                     | Jan van de Waterlaat          | Lek                                     | Deurne              | marmer              | Het Boegbeeld                           |
| 2003        | Hond op bal / Running Mate                        | Jerome Symons                 | Kloosterstraat                          | Deurne              | brons / beton       |                                         |
|             | Twee zwartwitte Koeien                            | Hans Morselt                  | Wolfsklauw / Heiakkerpad                | Deurne              | polyester           | Twee zwartwitte Koeien                  |
| 2006        | Verleden Veen                                     | Jan Ros                       | Soemeersingel / Sevenumseweg            | Helenaveen          | metaal              | Verleden Veen                           |
| 2007        | Hub en Rie van Doorne                             | Martien Hendriks              | Hub van Doornepark                      | Deurne              | brons               | Hub en Rie van Doorne                   |
| 2010        | Dr.Anna Terruwe (Bevestigend Samenleven)          | Britt Wikstrom                | Anna Terruweplein                       | Deurne              | brons               | Dr. Anna Terruwe                        |
| 2013        | De Hellehond                                      | Dirk Verberne                 | Koolweg (mijmerplek)                    | Helenaveen          | staal               | Hellehond                               |
| 2014        | Een school vissen (reliëf)                        | Jeanne Melief                 | Margrietstraat                          | Deurne (Zeilberg)   |                     | Een school vissen                       |
| 2014        | (kunstwerk)                                       | Dirk Verberne                 | Haageind (Ossebeemd)                    | Deurne              | hout / staal        | Bij Ossebeemd                           |
| 2014        | Peeltroef Helenaveen (Peelbanken en Hoogveenzuil) | Dirk Verberne                 | Soemeersingel                           | Helenaveen          | staal / hout        | Peeltroef                               |
| 2016        | Koning Willem Alexander (buste)                   | Tony van de Vorst             | Markt, gemeentehuis                     | Deurne              |                     |                                         |
| 2017        | Bankschroef (1974)                                | Paul de Swaaf                 | Fabrieksstraat                          | Deurne              |                     | Bankschroef                             |
| 2019        | Um nie te vergète                                 |                               | Moostenstraat / Dorpsstraat             | Neerkant            |                     | Um nie te vergète                       |
| 2019        | De Watertoren (baksteenreliëf)                    | Ontwerpteam bouwbedrijf Bots  | Stationsplein                           | Deurne              | baksteen            | De Watertoren                           |
| 2020        | Deurtje voor Deurne                               | Dirk Verberne                 | Stationsplein (station)                 | Deurne              | staal, beton        |                                         |
| 2023        | In eenheid verbonden (66jaar Heikneuters}         | Dirk Verberne                 | St.Jozefstraat                          | Deurne              | cortenstaal         | In eenheid verbonden                    |
| 2024        | Driedelige kolom(1979)                            | Peter Hermans                 | Hogeweg                                 | Deurne              | rvs                 | Driedelige kolom                        |